# Raffaella Quattrocchio
Raffaella Quattrocchio (Voghera, 17 luglio 1974) è un'ex cestista italiana.

## Carriera
Ha giocato in Serie A1 con Priolo Gargallo.